# Spheniscus
Spheniscus Brisson, 1760 è un genere di pinguini comunemente noti come pinguini fasciati. Esistono quattro specie viventi di pinguini fasciati, e presentano tutti una colorazione simile, sebbene varino nei motivi del piumaggio. Sono anche conosciuti come "pinguini raglianti" a causa dei loro forti richiami che somigliano ai versi di un asino. I tratti comuni tra le varie specie includono una fascia nera che corre sul petto confinando con la loro colorazione dorsale nera, becchi neri con una piccola banda bianca verticale, macchie distinte sul ventre e una piccola chiazza di pelle non piumata o leggermente piumata intorno agli occhi di colore bianco o rosa. Tutti i membri di questo genere depongono uova e allevano i loro piccoli in nidi situati in tane o depressioni naturali del terreno. Sono inoltre il genere di pinguino più settentrionale, in quanto tutte le specie vivono in ambienti vicino all'equatore.

## Tassonomia
I pinguini fasciati appartengono al genere Spheniscus, introdotto dallo zoologo francese Mathurin Jacques Brisson nel 1760, con il pinguino africano (Spheniscus demersus) come specie tipo. Il nome del genere Spheniscus deriva dalla parola del greco antico σφήν (sphẽn) che significa "cuneo" ed è un riferimento alle pinne sottili e a forma di cuneo dell'animale.

### Specie
Comprende le seguenti specie viventi:
| Specie di Spheniscus                             | Specie di Spheniscus | Specie di Spheniscus                                                                                      |
| Nome comune e binomiale                          | Immagine             | Distribuzione                                                                                             |
| ------------------------------------------------ | -------------------- | --- |
| Pinguino di Magellano (Spheniscus magellanicus)  |                      | Brasile, Argentina costiera, Cile e Isole Falkland                                                        |
| Pinguino di Humboldt (Spheniscus humboldti)      |                      | Cile costiero e Perù                                                                                      |
| Pinguino delle Galapagos (Spheniscus mendiculus) |                      | Isole Galapagos                                                                                           |
| Pinguino africano (Spheniscus demersus)          |                      | 24 isole e 3 località continentali tra la Namibia e la baia di Algoa, vicino a Port Elizabeth, Sudafrica. |

### Specie estinte

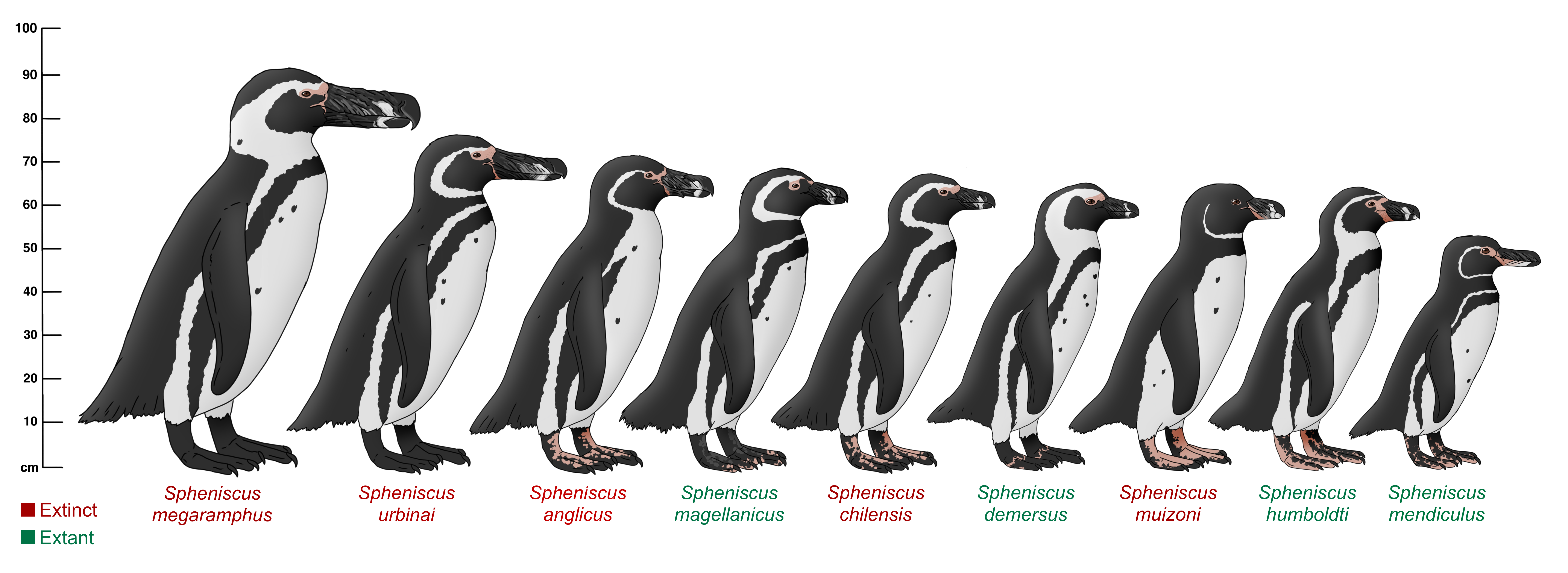
Tutte le specie di pinguini fasciati attualmente riconosciute, esistenti ed estinte

Sono note diverse specie estinte attraverso i fossili:
- Spheniscus anglicus (Miocene superiore del Cile)[9]
- Spheniscus chilensis (Miocene superiore/Pliocene inferiore del Cile)[10]
- Spheniscus megaramphus (Miocene superiore/Pliocene inferiore del Perù e Cile)[11][12]
- Spheniscus muizoni (Miocene medio/superiore di Cerro La Bruja, Perù)[13]
- Spheniscus urbinai (Miocene superiore/Pliocene inferiore del Perù e Cile)[12]

Una specie fossile in passato attribuita a questo genere (Spheniscus predemersus) è oggi considerata in un genere a sé stante (Inguza predemersus).